# Lùnapop
Lùnapop (auch Luna Pop) war eine kurzlebige italienische Popgruppe aus Bologna, die um die Jahrtausendwende mit dem Album Squérez? große Erfolge in ihrem Heimatland verzeichnen konnte.

## Bandgeschichte
Mitte der 90er-Jahre schlossen sich Cesare Cremonini und Gabriele Galassi mit Alessandro De Simone zur Schülerband Senza filtro zusammen, mit der sie bei Schulfeiern auftraten. Lorenzo Benedetti und Andrea Furlanetto schlossen sich ihnen später an. Ab 1997 arbeiteten sie mit dem Produzenten Walter Mameli und Marco Stanzani zusammen, 1999 erfolgte die Umbenennung in Lùnapop. Zugleich mit dem neuen Namen wurde auch die Besetzung erneuert: Benedetti wurde an der E-Gitarre durch Michele Giuliani und Andrea Furlanetto am Bass durch Nicola Balestri ersetzt. In dieser Besetzung gingen sie beim Musikfestival von San Marino ins Rennen und gewannen mit dem Lied Qualcosa di grande den Nachwuchspreis.
Das unabhängige Label Universo entdeckte die junge Gruppe und nahm sie unter Vertrag. Im Juli 1999 erschien dort die erste Single 50 Special, die ein Radio-Hit wurde und schließlich auch die Spitze der italienischen Singlecharts erreichen konnte. Die nächste erfolgreiche Single war Un giorno migliore, Ende des Jahres folgte das Debütalbum …Squérez? Das Album hielt sich lange in den Top 10 der Charts und erreichte im Juni 2000 auch die Chartspitze, wo es sich 13 Wochen lang hielt. Beim Premio Italiano della Musica wurde Lùnapop 2000 als Entdeckung des Jahres ausgezeichnet, beim Festival von San Marino mit einem Premio Titano und beim Premio Lunezia wurde Un giorno migliore für den besten Text eines Newcomers ausgezeichnet.
Als dritte Single wurde Qualcosa di grande veröffentlicht, mit dem die Gruppe nun auch Festivalbar 2000 gewann. Im Anschluss begann sie eine erste, sehr erfolgreiche Tournee. Im Dezember des Jahres erschien mit Squérez Special 2000 eine limitierte Sonderedition ihres Albums mit zwei neuen Liedern. 2001 veröffentlichte Lùnapop mit Vespa Special die spanische Version ihrer Debütsingle, auch das Album wurde in einer teils spanischsprachigen Version erneut veröffentlicht. Bei der ersten Ausgabe der Italian Music Awards war die Gruppe siebenmal nominiert und gewann in den Kategorien beste Band, beste Single, bestes Album und Newcomer des Jahres.
Nach einem Auftritt mit Resta con me bei Festivalbar 2001 zog sich die Band aus der Öffentlichkeit zurück und löste sich bald darauf auf. Cesare Cremonini trat zunächst als Schauspieler im Film Un amore perfetto (2002) an der Seite von Martina Stella auf und begann sodann eine erfolgreiche Solokarriere; Bassist Balestri schloss sich ihm an.

## Diskografie

### Alben
| Jahr | Titel                  | Höchstplatzierung, Gesamtwochen, AuszeichnungChartplatzierungen (Jahr, Titel, Platzierungen, Wochen, Auszeichnungen, Anmerkungen) | Höchstplatzierung, Gesamtwochen, AuszeichnungChartplatzierungen (Jahr, Titel, Platzierungen, Wochen, Auszeichnungen, Anmerkungen) | Höchstplatzierung, Gesamtwochen, AuszeichnungChartplatzierungen (Jahr, Titel, Platzierungen, Wochen, Auszeichnungen, Anmerkungen) | Anmerkungen         |
| Jahr | Titel                  | IT | ES | CH | Anmerkungen         |
| ---- | ---------------------- | --- | --- | --- | ------------------- |
| 1999 | …Squérez?              | IT1 ×2Doppelplatin (2025) · (118 Wo.)IT                                                                                           | — | CH18 (32 Wo.)CH | Verkäufe: + 100.000 |
| 2000 | …Squérez? Special 2000 | IT20 (15 Wo.)IT | — | — |                     |

grau schraffiert: keine Chartdaten aus diesem Jahr verfügbar

### Singles
| Jahr | Titel Album                          | Höchstplatzierung, Gesamtwochen, AuszeichnungChartplatzierungen (Jahr, Titel, Album, Platzierungen, Wochen, Auszeichnungen, Anmerkungen) | Höchstplatzierung, Gesamtwochen, AuszeichnungChartplatzierungen (Jahr, Titel, Album, Platzierungen, Wochen, Auszeichnungen, Anmerkungen) | Höchstplatzierung, Gesamtwochen, AuszeichnungChartplatzierungen (Jahr, Titel, Album, Platzierungen, Wochen, Auszeichnungen, Anmerkungen) | Anmerkungen                                    |
| Jahr | Titel Album                          | IT | ES | CH | Anmerkungen                                    |
| ---- | ------------------------------------ | --- | --- | --- | ---------------------------------------------- |
| 1999 | 50 Special / Vespa Special …Squérez? | IT1 ×3Dreifachplatin (2024) · (19 Wo.)IT                                                                                                 | ES7 (10 Wo.)ES | — | Charteinstieg Spanien 2001 Verkäufe: + 300.000 |
| 2000 | Un giorno migliore …Squérez?         | IT2 Platin (2024) · (14 Wo.)IT | — | — | Verkäufe: + 100.000                            |
| 2001 | Qualcosa di grande …Squérez?         | IT28 Platin (2021) · (1 Wo.)IT | — | — | Verkäufe: + 70.000                             |
| 2001 | Resta con me …Squérez?               | IT49 (1 Wo.)IT | — | — |                                                |

Weitere Singles
- 2000: Se ci sarai
- 2001: Vorrei – IT: Gold (25.000+)[3]

## Belege
1. ↑  Gloria Pozzi: Poker dei Lùnapop agli Oscar della musica italiana, vincono anche Consoli e Celentano. In: Corriere della Sera. RCS MediaGroup, 6. Februar 2001, S. 39 (corriere.it (Memento vom 13. Januar 2011 im Internet Archive) [abgerufen am 5. April 2017]).
2. ↑  Chartquellen (Alben):
  - Guido Racca & Chartitalia: Top 100 FIMI Album. Lulu, 2013, S. 130.
  - Luna Pop – …Squérez? In: Hitparade.ch. Hung Medien, abgerufen am 5. April 2017.
3. 1 2 3 4 5  Certificazioni Lunapop. FIMI, abgerufen am 10. Oktober 2024 (italienisch).
4. ↑  Chartquellen (Singles):
  - Guido Racca & Chartitalia: Top 100 FIMI Singoli. Lulu, 2013, S. 114.
  - Lunapop – Vespa special. In: Spanishcharts.com. Hung Medien, abgerufen am 10. Oktober 2024.